# Heads Will Roll (Marion Raven)
Heads Will Roll è un EP della cantante norvegese Marion Raven, pubblicato nel 2006.

## Tracce
1. Spit You Out – 4:37 (Marion Raven, DJ Ashba)
2. Heads Will Roll – 3:18 (Marion Raven, Nikki Sixx, James Michael)
3. All I Wanna Do Is You – 3:09 (Marion Raven, Keith Nelson)
4. 13 Days – 3:07 (Marion Raven, Chantal Kreviazuk, Raine Maida)
5. Good 4 Sex – 3:41 (Marion Raven, Desmond Child)
6. Let Me Introduce Myself (Acoustic) – 3:15 (Marion Raven)